# Enlèvement d'Ulrika Bidegård
L'enlèvement d'Ulrika Bidegård, cavalière suédoise membre de l'équipe nationale de saut d'obstacles, a lieu le 20 janvier 1993 devant le domicile familial de Rhode-Saint-Genèse en Belgique. Des retraits d'argent effectués avec la carte bancaire de la jeune femme permettent aux policiers de remonter jusqu'au ravisseur, qui vit dans un appartement du centre de Bruxelles, où Ulrika est retenue prisonnière. L'homme est arrêté, et la jeune femme libérée, après plus de quatre jours d'une captivité qui aura tenu les médias et le grand public en haleine.
Jugé en mai 1995, le ravisseur est condamné à quinze ans de réclusion criminelle. C'est un Suédois d'une trentaine d'années, sans antécédents judiciaires, que son entourage décrit unanimement comme sympathique et bien intégré socialement.

## Contexte
Née le 9 septembre 1964, Ulrika Bidegård grandit à Onsala, non loin de Göteborg en Suède. Elle est la fille de Kennet Bidegård, un homme d'affaires fortuné, et de son épouse Lena, ancienne gymnaste olympique suédoise. Elle commence l'équitation sur le tard, à onze ans, mais montre rapidement des qualités de championne. À vingt-trois ans, elle s'installe en Belgique pour s'entrainer avec le « sorcier brésilien » Nelson Pessoa. Ses résultats lui permettent d'intégrer l'équipe de Suède de saut d'obstacles. Elle participe notamment au championnat d'Europe et est pressentie pour les Jeux olympiques de Barcelone en 1992, mais doit finalement déclarer forfait, son cheval Masada étant blessé.
Entretemps, les parents d'Ulrika l'ont rejointe en Belgique, afin de profiter, comme nombre de leurs compatriotes à la fin des années 1980, de conditions fiscales avantageuses. Ils s'installent dans la « colonie suédoise » de Rhode-Saint-Genèse près de Bruxelles, où ils font l'acquisition d'une villa. Ne goûtant guère le style décoratif local, et ne parlant pas français couramment, ils font appel à un entrepreneur suédois pour rénover leur nouvelle résidence. Ulrika s'installe avec eux.

## Enlèvement
Dans la soirée du mercredi 20 janvier 1993, Ulrika Bidegård prend la route de Rhode-Saint-Genèse, après avoir passé la journée à s'entrainer. Ses parents sont en Suède, et la villa est vide. Lorsque la jeune femme gare sa voiture devant le domicile familial, un homme masqué surgit et la braque avec un pistolet. Ligotée et bâillonnée, Ulrika est conduite vers le centre de Bruxelles, dans l'appartement de son ravisseur. Là, elle est placée en position assise dans une caisse en bois où elle va rester confinée pendant toute la durée de sa détention. Son ravisseur la nourrit frugalement et lui donne à boire un mélange d'eau et de tranquillisants.
L'homme appelle une première fois le père d'Ulrika à son bureau de Göteborg, lui ordonnant en anglais de ne prévenir ni la police, ni les médias, sans faire état d'une quelconque demande de rançon,. Kennet Bidegård contacte immédiatement un procureur, qui alerte Interpol. Lorsque les parents d'Ulrika arrivent à l'aéroport de Bruxelles, ils sont accueillis par la police belge, qui a mis sur pied une cellule de crise. La presse est rapidement mise au courant, en raison de l'indiscrétion d'un interprète, et l'enlèvement fait la une des journaux.
Grâce aux appels téléphoniques passés vers la Suède depuis une cabine publique, les enquêteurs savent que le ravisseur se trouve à Bruxelles, mais ce sont les retraits d'argent, effectués avec la carte bancaire d'Ulrika Bidegård, qui leur permettent de retrouver l'homme le samedi 23 janvier. Pris en filature, il les conduit jusqu'à son domicile. Ne sachant toutefois pas où se trouve Ulrika, les policiers se contentent dans un premier temps de surveiller l'appartement : une interpellation trop rapide mettrait en danger la vie de la jeune femme. L'homme est identifié, et une photographie est présentée aux parents d'Ulrika, qui le reconnaissent immédiatement : il s'agit d'un menuisier suédois, qui avait participé aux travaux de rénovation de la villa familiale.
Malgré la surveillance constante du domicile du ravisseur depuis un immeuble voisin, les policiers ne parviennent pas à déterminer si Ulrika y est séquestrée ou non. Ils décident finalement de prendre l'appartement d'assaut dans la nuit du dimanche au lundi, afin de surprendre le malfaiteur. Il est 2 h 30 du matin le 25 janvier lorsque les forces de l'ordre pénètrent dans l'appartement. Après plus de quatre jours de captivité et à bout de force, Ulrika retrouve enfin la liberté, tandis que son ravisseur est interpellé.
Le mardi 26 janvier, une lettre arrive au domicile des Bidegård à Rhode-Saint-Genèse. Elle renferme une photographie d'Ulrika, ligotée dans sa caisse en bois, accompagnée d'une demande de rançon laconique : « 500 000 USD, mercredi ». Cette lettre avait été postée par le ravisseur le vendredi soir.

## Suites judiciaires
Les faits ayant ayant été commis à Bruxelles, c'est la justice belge qui est chargée de l'instruction, mais la police suédoise est sollicitée notamment pour l'enquête de personnalité. Interrogés, les proches du ravisseur font unanimement le portrait d'un individu sympathique et travailleur, bien intégré socialement, que rien ne prédisposait à commettre un tel acte. Pour les Bidegård eux-mêmes, qui avaient eu d'excellentes relations avec le menuisier lors des travaux de la villa, la surprise et la consternation sont totales.
L'instruction conclut que le mobile était uniquement de nature pécuniaire : en dépit de la qualité de son travail, l'homme était criblé de dettes dues à des défauts de paiement, et avait été amené à hypothéquer la maison de ses parents. Aux abois, il n'avait trouvé mieux pour se tirer d'affaire que d'enlever la fille de l'un de ses riches clients.
Le procès s'ouvre à Bruxelles le 2 mai 1995. L'accusé fait profil bas, et présente ses excuses à la famille Bidegård. Il est condamné le 10 mai à une peine de quinze ans de travaux forcés. Après avoir passé quatre ans dans les prisons belges, il est transféré en Suède où il finit de purger sa peine. C'est un prisonnier exemplaire, et un modèle de réinsertion.

## Épilogue
Pour Ulrika Bidegård, l'enlèvement a des conséquences aussi bien négatives que positives. Ne supportant plus la pression des médias, elle met un terme à sa carrière de championne, sans pour autant abandonner l'équitation. Elle sympathise avec l'un des policiers belges ayant participé à sa libération, qu'elle finit par épouser le 13 août 1994 lors d'une cérémonie largement médiatisée. Ils ont ensemble deux enfants,.
En 2008, Ulrika Bidegård était de retour à Onsala, à la tête d'une école d'équitation où elle entraine de jeunes cavaliers.

## Dans la presse francophone
La presse belge s'est largement faite écho de l'enlèvement en 1993 et du procès en 1995. Voir par exemple dans les archives du journal Le Soir :
- Alain Guillaume. Ulrika libre : son ravisseur arrêté à Ixelles. Le Soir. 25 janvier 1993.